# Europa 2020

Bandiera dell'Unione europea

Europa 2020 (Europe 2020) è una strategia decennale proposta dalla Commissione europea il 3 marzo 2010 per promuovere una "crescita intelligente, sostenibile e inclusiva" con un maggiore coordinamento della politica economica e sociale tra Unione europea e Stati membri. Segue la Strategia di Lisbona per il periodo 2000-2010.

## Obiettivi
L'Unione europea si è posta cinque ambiziosi obiettivi in materia di occupazione, innovazione, clima/energia, istruzione e integrazione sociale, da raggiungere entro il 2020. Ogni Stato membro ha adottato per ciascuno di questi settori i propri obiettivi nazionali. Interventi concreti a livello europeo e nazionale vanno a consolidare la strategia.

Gli obiettivi sono:
1. Occupazione: innalzamento al 75% del tasso di occupazione per la fascia di età compresa tra i 20 e i 64 anni;
2. Ricerca e sviluppo: aumento degli investimenti in ricerca e sviluppo al 3% del PIL dell'UE
3. Cambiamenti climatici e sostenibilità energetica: riduzione delle emissioni di gas serra del 20% rispetto al 1990, 20% del fabbisogno di energia ricavato da fonti rinnovabili, aumento del 20% dell'efficienza energetica (obiettivo ricordato come 20-20-20);
4. Istruzione: riduzione dei tassi di abbandono scolastico precoce al di sotto del 10%, aumento al 40% della fascia di età 30-34 anni con un'istruzione universitaria;
5. Lotta alla povertà e all'emarginazione: almeno 20 milioni di persone a rischio o in situazione di povertà ed emarginazione in meno.